# Gmina Murowana Goślina
Gmina Murowana Goślina là một gmina thành thị-nông thôn (quận hành chính) ở quận Poznań, Voivodeship Greater Ba Lan, ở phía tây trung tâm Ba Lan. Khu vực hành chính của nó là thị trấn Murowana Goślina, nằm khoảng 20 kilômét (12 mi) về phía bắc thủ đô Poznań. Gmina bao gồm Murowana Goślina và vùng nông thôn và làng mạc chủ yếu ở phía bắc và phía đông của thị trấn đó. Phần lớn phần phía đông của gmina được bao phủ bởi những khu rừng thuộc Công viên Cảnh quan Puszcza Zielonka.
Gmina có diện tích là 172,08 kilômét vuông (66,4 dặm vuông Anh), và tính đến năm 2006, tổng dân số của nó là 15.766 người (trong đó dân số Murowana Goślina lên tới 10.140, và dân số của vùng nông thôn của gmina là 5.626).

## Làng
Ngoài thị trấn Murowana Goślina, các gmina chứa các làng và các khu định cư của Białęgi, Białężyn, Boduszewo, Dluga Goślina, Głębocko, Głęboczek, Kamińsko, Łopuchówko, Łopuchowo, Łoskoń Stary, Mściszewo, Nieszawa, Pławno, Przebędowo, Raduszyn, Rakownia, Starczanowo, Trojanowo, Uchorowo, Wojnówko, Wojnowo, Zielonka và Złotoryjsko.

## Gminas lân cận
Gmina Murowana Goślina giáp Gmina Oborniki, Gmina rogozno và Gmina Skoki ở phía bắc, Gmina Kiszkowo về phía đông, Gmina Pobiedziska ở phía đông nam, Gmina Czerwonak ở phía nam, và Gmina Suchy Las về phía tây. Ranh giới chạy dọc theo sông Warta và không có điểm giao nhau.